# Ruth Schiffer

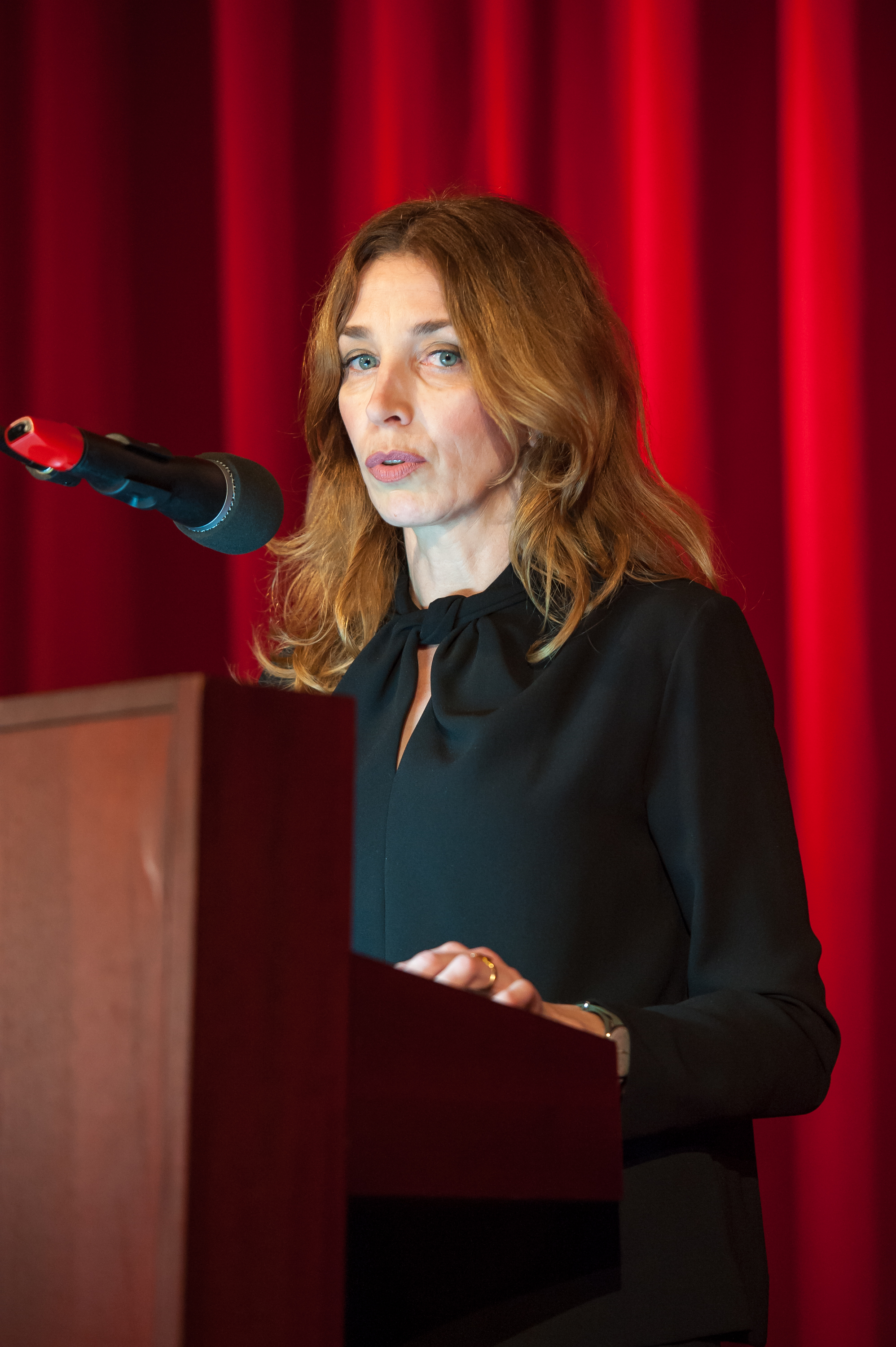
Ruth Schiffer (2015)

Ruth Schiffer (* 1962 in Köln) ist eine deutsche Kabarettistin, Autorin und Sängerin.

## Leben
Schiffer absolvierte eine Schauspielausbildung in Hamburg. Von 1987 bis 1992 war sie anschließend am Thalia Theater in Hamburg, am Theater Pforzheim sowie in Bern und Osnabrück engagiert. Von 1992 bis 1995 gehörte sie zum Ensemble des Düsseldorfer Kom(m)ödchens.
Seit 1995 schreibt sie ihre eigenen Kabarettprogramme. Von 1995 bis 2007 war sie gemeinsam mit Barbara Beckmann, die sie während ihrer Zeit am Kom(m)ödchen kennengelernt hatte, als Duo Schiffer/Beckmann mit Kabarettprogrammen unterwegs. Sie war in dieser Zeit auch Moderatorin der WDR-Fernsehsendung Nachtschlag und moderierte gemeinsam mit Wilfried Schmickler die WDR-Radio-Revue Kabarett der Stunde null anlässlich des 60. Jahrestags des Kriegsendes; in dieser Sendung interpretierte sie auch historische Kabarettprogramme. Außerdem moderierte sie bis 2012 die Radiosendung Spielart des WDR 5.
Im Jahr 2007 schrieb Schiffer erstmals Texte für die Stunksitzung, die alternative, kabarettistische Sitzung des Kölner Karnevals. Seit 2011 hält sie für die Stunksitzung die traditionelle Trauerrede auf den „Nubbel“ zum Ende des Karnevals. 
2007 hatte sie gemeinsam mit Dirk Raulf ihr erstes musikalisches Programm Letzte Ölung. Ab 2008 war sie als Kabarettistin mit dem Programm Außer mir erstmals solo unterwegs. Zur Fußball-Europameisterschaft 2008 entwickelte und präsentierte sie mit Lüder Wohlenberg das Programm Ballzauber. 2010 folgte ihr zweites Programm als Solokabarettistin, das halbe stunde/60 euro. 4000 jahre dienst am kunden hieß, ein „nicht immer ganz jugendfrei[er], aber erfrischend offen[er], ironisch[er]“ Streifzug über weibliche Prostitution von der Antike bis zur Gegenwart. 2010 trat sie mit Ausschnitten aus ihrem Programm Halbe Stunde/60 Euro in der Fernsehsendung Ladies Night des WDR auf. 2012 folgte das dritte Programm als Solokünstlerin, Blaue Wunder.
Schiffer lebt auf einem Weingut in Alf.

## Hörspiele
- 1999: Ken Follett: Die Säulen der Erde – Regie: Leonhard Koppelmann (Hörspiel (9 Teile) – WDR)